# Carl Heinrici
Carl Heinrici (* 21. Mai 1876 in Marburg; † 26. Mai 1944 in Baden-Baden) war ein deutscher Jurist, Verwaltungsbeamter und Politiker.

## Leben und Beruf
Carl Heinrici war der älteste Sohn des Theologieprofessors Georg Heinrici und dessen erster Ehefrau Ellen Wilkinson (1852–1881). Er studierte Rechtswissenschaft und beendete das Studium 1897 mit dem ersten juristischen Staatsexamen. Anschließend trat er als Gerichtsreferendar in den preußischen Justizdienst ein. Er promovierte 1898 zum Dr. jur., bestand 1902 das zweite juristische Staatsexamen und war danach als Gerichtsassessor tätig. 1905 wurde er Amtsrichter, 1909 dann Landrichter in Kassel. 1913 wurde er als Geheimer Regierungsrat und Vortragender Rat ins Reichsjustizamt berufen.
Heinrici wechselte 1916 ins Kriegsernährungsamt und erhielt 1917 die Ernennung zum Geheimen Oberregierungsrat. Er wirkte 1919/20 als Ministerialdirektor im vereinigten Reichswirtschaftsministerium und Reichsernährungsministerium. Im Anschluss war er bis 1922 in gleicher Funktion im Reichsministerium für Ernährung und Landwirtschaft tätig. 1923 wurde seine Stelle zur Disposition gestellt. Anfang der 1940er-Jahre fungierte er als Geschäftsführer der Fachabteilung Bitumen und Bitumenemulsionen der Wirtschaftsgruppe Kraftstoffindustrie in Berlin. Außerdem war er Aufsichtsratsmitglied der Schloemann AG in Düsseldorf.
Er war mit Ulrich von Hassell, einem Cousin seiner Ehefrau Helene von Tettau, befreundet und gehörte zu der Widerstandsgruppe um Carl Friedrich Goerdeler. In der für die Zeit nach einem erfolgreichen Putsch gegen Hitler geplanten Übergangsregierung sollte er den Posten des Justizministers übernehmen. Er starb jedoch vor dem Attentat vom 20. Juli 1944.

## Öffentliche Ämter
Heinrici amtierte 1922/23 als Staatssekretär im Reichsministerium für Ernährung und Landwirtschaft unter Minister Hans Luther.

## Schriften
- Rechtsvergleichendes Handwörterbuch für das Zivil- und Handelsrecht des In- und Auslandes. Band 1 ff., 1929 ff.